# Noitada
Noitada é o quinto álbum de estúdio do cantor e drag queen brasileiro Pabllo Vittar, lançado em 8 de fevereiro de 2023, através da Sony Music Brasil. Conta com as participações de Gloria Groove, MC Carol, Anitta, DJ Ramemes, O Kannalha, MC Tchelinho e DJ Tonias.

## Antecedentes
Em meio a divulgação de seu quarto álbum de estúdio, o Batidão Tropical (2021), Vittar foi convidada para participar do remix da canção "Fun Tonight" da cantora norte-americana Lady Gaga, presente no terceiro álbum de remixes da cantora, Dawn of Chromatica (2021). Em dezembro de 2021, Pabllo comemora 5 anos de carreira e lança seu primeiro álbum ao vivo, o I Am Pabllo, onde relembra canções de seus três álbuns anteriores. Em 2022, a intérprete se tornou a primeira drag queen a se apresentar no Coachella Valley Music and Arts Festival, na Califórnia.

## Lançamento e promoção
A arte de capa, a lista de faixas e a data de lançamento do álbum foram reveladas no dia 30 de janeiro de 2023, juntamente com o pré-lançamento do disco na plataforma Spotify. Das 11 faixas, apenas "Cadeado" não foi disponibilizada imediatamente no lançamento do álbum em 10 de fevereiro, sendo liberada apenas no dia 13 de fevereiro em ação de marketing do Spotify em conjunto com o reality show Big Brother Brasil 23, na TV Globo.
Vittar anunciou, em junho do mesmo ano, que o projeto atual é um primeiro ato de uma trilogia, a qual será lançada um segundo ato, que será um álbum de remixes do "Noitada", intitulado "After", lançado no dia 27 de julho de 2023, e um terceiro ato, que será seu sexto álbum de estúdio e segundo sendo trilíngue. 
Em 14 de agosto de 2024, o cantor Gael Vicci lançou um cover da música "Ameianoite" durante sua participação do reality show Estrela da Casa, da Globo.

### Singles
"Descontrolada" foi lançada como primeiro single em 22 de setembro de 2022, a canção conta com a participação da funkeira MC Carol. "Ameianoite" foi escolhida como segundo single do álbum e lançada em 20 de outubro de 2022 em parceria com o cantor e drag queen Gloria Groove. "Cadeado" foi lançada como terceiro single em 23 de maio de 2023.

## Recepção crítica
| Críticas profissionais | Críticas profissionais |
| Avaliações da crítica  | Avaliações da crítica  |
| Fonte                  | Avaliação              |
| ---------------------- | ---------------------- |
| Música Instantânea     | 6.8/10                 |
| O Globo                | [ 14 ]                 |
| escutai                | 5/10                   |
| O Grito!               | [ 16 ]                 |
| Tracklist              | 9/10                   |
| ComUM                  | 9/10                   |
| G1                     | [ 8 ]                  |

Noitada foi amplamente elogiado pela crítica brasileira, que destacou sua atmosfera noturna, experimentalismo, coesão conceitual e versatilidade sonora.
A crítica da Música Instantânea observou que o álbum atua como um “contraponto soturno ao pop ensolarado de Batidão Tropical (2021)”, destacando suas batidas urgentes e a transição para um território criativo mais sombrio e energético. No entanto, criticou estruturas mais longas do álbum por serem repetitivas em alguns momentos. Felipe Ernani, do site Tenho Mais Discos Que Amigos, avaliou que Pabllo “surge mais experimental do que nunca”, incorporando uma variedade de estilos e mantendo canções com potencial de hit imediato. O G1, por meio do crítico Mauro Ferreira, elogiou Noitada, destacando a forma como Pabllo Vittar “brilha nas sombras da noite” ao apresentar um “coquetel house-funk‑tropical” penetrante. O álbum é descrito como uma imersão na noite, que mistura energia de pista com apelo visual e atmosférico sofisticado.
O O Globo destacou que Noitada é “cheio de ambição, inovação e qualidade técnica”, mesclando experiências internacionais com brasilidade, colocando Vittar entre os principais nomes da sua geração no pop. Para o portal escutai, o disco foi descrito como uma “ode à loucura da noite”, caracterizado por faixas curtas (menos de dois minutos), o que trouxe dinamismo, mas também pode comprometer a densidade das ideias. O portal Tracklist avaliou que Noitada “percorre toda a experiência da pista em uma noite intensa”, destacando o prazer de dançar, flertar e mergulhar no cenário noturno por meio de faixas energéticas.
O Correio Braziliense avaliou que o álbum reproduz a “saga de bar em bar, de mesa em mesa”, utilizando apelos visuais e sonoridades diversas da cena noturna, além das participações de Anitta, Gloria Groove, MC Carol, entre outros. O site Correio do Povo ressaltou mais uma vez a “versatilidade musical” da artista, enfatizando a estética sombria e temática noturna presente nas onze faixas do disco. A Rolling Stone Brasil elogiou o trabalho por sua musicalidade pesada e ambiência techno, chamando-o de um álbum “efetivo”, explícito e provocativo, ressaltando faixas como “Descontrolada” e “Ameianoite”, que já antecipavam essa atmosfera mais escura e provocadora.
A Revista O Grito! descreveu Noitada como uma “experiência intensa e conceitual” de balada, resultado de uma imersão no universo das pistas, trazendo inovação através do bregafunk, pagodão baiano e eletrônica, além da afirmação comunitária LGBTQIA+. O portal GaúchaZH, via conteúdo da Zero Hora, destacou que Noitada reafirma a versatilidade musical de Pabllo Vittar. O artigo enfatiza que o álbum, com suas 11 faixas, inaugura uma nova fase na carreira da artista, explorando uma estética sombria e trazendo elementos da vida noturna. O portal ComUM definiu Noitada como uma “festa sombria”, destacando que o disco inaugura uma atmosfera distinta na carreira de Pabllo Vittar — marcada pela versatilidade da artista. O artigo ressalta a presença de elementos de hyperpop, especialmente perceptíveis em faixas como “Bandida” e “Number One” (álbum 111, 2020), apontando que Noitada segue essa linha inovadora.

## Lista de faixas
| N.º            | Título                                            | Compositor(es) | Produtor(es)          | Duração |  |
| 1.             | "Noitada Intro"                                   | Pabllo Vittar Rodrigo Gorky Maffalda Zebu | Brabo Music           | 0:39    |  |
| 2.             | "Ameianoite" (com Gloria Groove)                  | Arthur Marques Groove Maffalda Pablo Bispo Gorky Ruxell Tap Zebu                                                                               | Ruxell Tap Brabo      | 2:45    |  |
| 3.             | "Descontrolada" (com MC Carol)                    | Dona Nyna Douglas de Fátima Gondim Lukinhas Maffalda MC Carol Multi Number Teddie Bispo Raphael Andrade Gorky Ruxell Tap Thiago Pantaleão Zebu | Ruxell Brabo          | 2:42    |  |
| 4.             | "Calma Amiga Interlude" (com Anitta e DJ Ramemes) | Vittar Anitta DJ Ramemes Gorky Maffalda Bispo Zebu                                                                                             | DJ Ramemes Brabo      | 1:09    |  |
| 5.             | "Balinha de Coração" (com Anitta)                 | Gorky Maffalda Bispo Andrade Ruxell Tap Zebu                                                                                                   | Brabo Ruxell Tap      | 2:16    |  |
| 6.             | "Cadeado"                                         | Vittar Bibi Gorky Maffalda Teddie Zebu | Brabo                 | 2:48    |  |
| 7.             | "Derretida"                                       | Gorky Maffalda Bispo Ruxell Zebu | Brabo Ruxell          | 2:21    |  |
| 8.             | "Penetra" (com O Kannalha)                        | Vittar Bibi Gorky Maffalda Teddie O Kannalha UhGroove Zebu                                                                                     | Brabo Coruja UhGroove | 2:09    |  |
| 9.             | "Apetitosa" (com MC Tchelinho e DJ Tonias)        | Gorky Maffalda Bispo Andrade Ruxell Tchelinho Zebu                                                                                             | Brabo Ruxell          | 1:57    |  |
| 10.            | "Culpa do Cupido"                                 | Gorky Lukinhas Maffalda Bispo Andrade Ruxell Zebu                                                                                              | Brabo Ruxell          | 1:42    |  |
| 11.            | "After"                                           | Gorky Maffalda Teddie Zebu | Brabo                 | 1:22    |  |
| Duração total: | Duração total:                                    | Duração total: | Duração total:        | 22:55   |  |

## Histórico de lançamento
| Região | Data                   | Formato                    | Gravadora                      | Ref.   |
| ------ | ---------------------- | -------------------------- | ------------------------------ | ------ |
| Várias | 8 de fevereiro de 2023 | Download digital streaming | Sony Music                     | [ 24 ] |
| Brasil | 31 de março de 2024    | LP                         | Rocinante Três Selos Mataderos | [ 25 ] |

## Turnê
Noitada Tour foi a quinta turnê mundial do cantor e drag queen brasileio Pabllo Vittar com base em seu quinto álbum de estúdio, Noitada e seu quarto álbum de remixes After. A turnê teve início no dia 11 de maio de 2023, em Bogotá, Colômbia e encerrou-se dia 28 de dezembro de 2023, no Rio de Janeiro, Brasil. A série de shows passou por diversos países da América do Sul, Europa e América do Norte.

Este repertório é representativo do show do dia 11 de maio de 2023, em Bogotá. Ele não representa todos os shows da turnê.
1. "Intro"
2. "Number One"
3. "Flash Pose"
4. "Bandida"
5. "Ultra Som"
6. "Buzina"
7. "A Lua"
8. "Open Bar"
9. "Disk Me"
10. "Ameianoite"
11. "Problema Seu"
12. "Amor de Que"
13. "Cadeado"
14. "Seu Crime"
15. "Tímida"
16. "Sua Cara"
17. "Parabéns"
18. "K.O."
19. "Rajadão"
20. "Culpa do Cupido"
21. "Follow Me"
22. "Descontrolada"

Datas
| Data                       | Cidade           | País           | Local                              |
| -------------------------- | ---------------- | -------------- | ---------------------------------- |
| 11 de maio de 2023         | Bogotá           | Colômbia       | Royal Center                       |
| 13 de maio de 2023[A1]     | Cidade do México | México         | Autódromo Hermanos Rodríguez       |
| 18 de maio de 2023         | Santiago         | Chile          | Teatro Coliseo                     |
| 19 de maio de 2023         | Montevidéu       | Uruguai        | Sala de Museo                      |
| 20 de maio de 2023         | Buenos Aires     | Argentina      | C Complejo Art Media               |
| 2 de junho de 2023[A2]     | São Paulo        | Brasil         | Komplexo Tempo                     |
| 8 de junho de 2023[A3]     | Goiânia          | Brasil         | Vila Inter                         |
| 10 de junho de 2023[A4]    | São Paulo        | Brasil         | Distrito Anhembi                   |
| 11 de junho de 2023[A5]    | São Paulo        | Brasil         | Avenida Paulista                   |
| 23 de junho de 2023[A6]    | Seattle          | Estados Unidos | 11th Avenue                        |
| 12 de julho de 2023[A7]    | Calgary          | Canadá         | 9 Avenue SW                        |
| 15 de julho de 2023        | Vitória          | Brasil         | Gordinho Sambão                    |
| 22 de julho de 2023        | Campinas         | Brasil         | Gate 22                            |
| 06 de agosto de 2023[A8]   | Vancouver        | Canadá         | PNE Amphitheatre                   |
| 12 de agosto de 2023[B1]   | Brasília         | Brasil         | Praia Parque                       |
| 18 de agosto de 2023       | Amesterdã        | Países Baixos  | Paradiso                           |
| 19 de agosto de 2023       | Berlim           | Alemanha       | Astra Kulturhaus                   |
| 22 de agosto de 2023       | Dublin           | Irlanda        | Vicar Street                       |
| 26 de agosto de 2023[B2]   | Manchester       | Inglaterra     | Gay Village Party                  |
| 28 de agosto de 2023       | Paris            | França         | Élysée Montmartre                  |
| 30 de agosto de 2023       | Barcelona        | Espanha        | Razzmatazz                         |
| 31 de agosto de 2023[B3]   | Málaga           | Espanha        | Recinto Sonora Mijas               |
| 2 setembro de 2023[B4]     | Lisboa           | Portugal       | Parque da Bela Vista               |
| 10 de setembro de 2023[B5] | São Paulo        | Brasil         | Autódromo de Interlagos            |
| 16 de setembro de 2023     | Orlando          | Estados Unidos | House of Blues                     |
| 17 de setembro de 2023     | Atlanta          | Estados Unidos | Variety Playhouse                  |
| 20 de setembro de 2023     | Silver Spring    | Estados Unidos | The Fillmore Silver Spring         |
| 21 de setembro de 2023     | Brooklyn         | Estados Unidos | Avant Gardner                      |
| 23 de setembro de 2023     | Boston           | Estados Unidos | House of Blues                     |
| 24 de setembro de 2023     | Montreal         | Canadá         | M Telus                            |
| 25 de setembro de 2023     | Toronto          | Canadá         | Phoenix Concert Theatre            |
| 27 de setembro de 2023     | Chicago          | Estados Unidos | Concord Music Hall                 |
| 1 de outubro de 2023[B6]   | São Francisco    | Estados Unidos | Pier 80                            |
| 2 de outubro de 2023       | Los Angeles      | Estados Unidos | The Novo                           |
| 27 de outubro de 2023[B7]  | Rio de Janeiro   | Brasil         | Qualistage                         |
| 28 de outubro de 2023[B8]  | Brasília         | Brasil         | Ginásio Nilson Nelson              |
| 3 novembro de 2023[B9]     | São Carlos       | Brasil         | Arena Tusca                        |
| 10 novembro de 2023[C1]    | São Paulo        | Brasil         | Vibra                              |
| 11 de novembro de 2023[C2] | Belém            | Brasil         | Assembléia Paraense                |
| 25 de novembro de 2023[C3] | Olinda           | Brasil         | Centro de Convenções de Pernambuco |
| 28 de dezembro de 2023[C4] | Rio de Janeiro   | Brasil         | Zona Portuária                     |
| 30 de dezembro de 2023[C5] | Salvador         | Brasil         | Arena Daniela Mercury              |

Apresentações Canceladas
| Data                      | Cidade         | País       | Local                           |
| ------------------------- | -------------- | ---------- | ------------------------------- |
| 29 de julho de 2023[Z1]   | Cametá         | Brasil     | Praça da Cultura                |
| 27 de agosto de 2023      | Londres        | Inglaterra | O2 Forum Kentish Town           |
| 4 novembro de 2023[Z2]    | Uberaba        | Brasil     | Centro Park                     |
| 7 de dezembro de 2023     | Belo Horizonte | Brasil     | Arena Hall                      |
| 9 de dezembro de 2023[Z3] | Ribeirão Preto | Brasil     | Parque Permanente de Exposições |

- A1 Parte do "Tecate Emblema Festival"
- A2 Parte do "Festival do Orgulho"
- A3 Parte do "O Maior Inter"
- A4 Parte do "Micareta São Paulo"
- A5 Parte do "Parada do Orugulho LGBTQIA+ SP"
- A6 Parte do "Queer Pride Festival"
- A7 Parte do "Badlands Music Festival"
- A8 Parte do "Happyland"
- B1 Parte do "Na Praia Festival"
- B2 Parte do "Manchester Pride Festival"
- B3 Parte do "Festival Cala Mijas"
- B4 Parte do "MEO Kalorama Festival"
- B5 Parte do "The Town"
- B6 Parte do "Portola Music Festival"
- B7 Parte do "Halloween da Pabllo"
- B8 Parte do "Festival HalloWeeknd"
- B9 Parte do "Tusca 2023"
- C1 Parte do "Halloween da Pabllo"
- C2 Parte do "7 anos de Vraah"
- C3 Parte do "La Folie Festival"
- C4 Parte do "Chá da Alice"
- C5 Parte do "Festival Virada de Salvador"
- Z1 Parte do "Festival de Verão Cametaense"
- Z2 Parte do "Jogos LIU 2023"
- Z3 Parte do "Marshmallow Festival"